# Sabine Uhl
Sabine Uhl, geborene Sabine Winkler (* 25. März 1945 in Bremen; † 25. Juli 2025 in Hamburg) war eine deutsche Politikerin (SPD). Sie war Senatorin in Bremen.

## Biografie
Uhl entstammte einer Pastorenfamilie. Mit zwei Brüdern und einer Schwester wuchs sie in Bremen-Osterholz auf und besuchte bis zum Abitur 1964 ein Gymnasium. Von 1970 bis 1973 studierte sie an der Bremer Hochschule für Sozialpädagogik und Sozialökonomie (heute Hochschule Bremen). Nach dem Berufsanerkennungsjahr leitete sie von 1974 bis 1975 eine Kindertagesstätte.
Uhl war Mitglied der SPD. Sie war 1975 Vorsitzende des SPD-Ortsvereins Blumenthal. Für die Jahre von 1975 bis 1990 wurde sie in die Bremer Bürgerschaft gewählt. 1979 wurde sie Mitglied des Fraktionsvorstandes der SPD und 1987 stellvertretende Fraktionsvorsitzende. Am 6. Februar 1990 wurde sie als Senatorin für Jugend und Soziales in den Senat unter Führung von Klaus Wedemeier berufen, nachdem Senator Henning Scherf das Bildungsressort übernahm. Von 1991 bis 1995 war sie Senatorin für Arbeit und Frauen und von 1991 bis 1992 auch für Gesundheit, Jugend und Soziales (Nachfolgerin Irmgard Gaertner).
Nach dem Ende der Ampelkoalition schied sie 1995 aus dem Senat aus und wurde wieder Mitglied der Bürgerschaft. Das Sozialressort übernahm Christine Wischer (SPD) und das Arbeitressort Uwe Beckmeyer (SPD).
Sie war verheiratet mit Pastor Ernst Uhl (1932–2022) sowie Mutter zweier Söhne und einer Tochter.